# チェコスロバキア

チェコスロバキア
Československo (チェコ語)
Česko-Slovensko (スロバキア語)

国の標語: 
Pravda vítězí（チェコ語）
真実は勝つ（1918年 - 1989年）Veritas Vincit（ラテン語）
真実は勝つ（1989年 - 1922年）国歌: 
チェコ：Kde domov můj（チェコ語）
我が家何処や

スロバキア：Nad Tatrou sa blýska（スロバキア語）
稲妻がタトラの上を走り去り

戦間期と冷戦期のチェコスロバキアの位置

チェコスロバキア（チェコ語: Československo、スロバキア語: Česko-Slovensko）は、1918年から1992年にかけて中央ヨーロッパに存在した連邦国家である。
現在のチェコ共和国およびスロバキア共和国により構成されていた。これはトマーシュ・マサリクやエドヴァルド・ベネシュが唱えた、チェコ人とスロバキア人がひとつの国を形成するべきであるというチェコスロバキア主義に基づくものである。建国当初は現在のウクライナの一部であるカルパティア・ルテニアも領域に加えられていた。首都は現在のチェコ首都であるプラハ。国旗は現在のチェコ共和国と同じものが使用されていた。
1948年からはチェコスロバキア共産党の事実上の一党独裁制によるソ連型社会主義国となり、1960年に国名はチェコスロバキア社会主義共和国（チェコ語・スロバキア語: Československá socialistická republika）とされ、1989年まで使用された。
1989年のビロード革命によって共産主義体制が崩壊するとまもなく分離の動きが進み、1993年1月1日、チェコスロバキアは連邦制を解消してチェコ共和国とスロバキア共和国に分離、解体された（ビロード離婚）。

## 国名
当初国名は、1918年の第一共和国建国当初、切れ目ない一つの単語として表記する「Československo」と、ハイフン記号でつなげた形の「Česko-Slovensko」の両方の表記が混在して使われ、1920年の憲法制定時にハイフン記号がない「"Československo"」で統一された（国名「チェコスロバキア共和国」:Československá republika）。
スロバキアの自治を認めたミュンヘン協定（1938年）からナチス・ドイツによるチェコスロバキア解体（1939年）までの第二共和国では、ハイフン記号がある方の表記が正式表記となった。
しかし第二次世界大戦後の1945年にチェコスロバキア共和国が復活すると、再びハイフン記号なしの表記に改められ、1960年の社会主義共和国への改称（チェコスロバキア社会主義共和国:Československá socialistická republika）や1969年の連邦制移行（国名変更なし）後も長く用いられた。
ビロード革命後の1990年に連邦議会で繰り広げられた政治論争「ハイフン戦争」の結果、国名は連結接続詞で列挙する形で、チェコ語では「Česká a Slovenská Federativní Republika」、スロバキア語では「Česká a Slovenská Federatívna Republika」に改められ1993年1月1日の解体まで使用された。
地域名称としての「チェコスロバキア」については、チェコ語では従来どおり「Československo」が用いられているが、スロバキア語ではスロバキア科学アカデミーが1990年に提唱した新しい正書法に基づき「Česko-Slovensko」が用いられている。

## 歴史
- 1915年 ロシア帝国がチェコ人とスロバキア人捕虜によって第1チェコスロバキア狙撃連隊（チェコスロバキア軍団）を結成。
- 1916年 ベネシュとマサリク、ミラン・シュテファーニクらがパリで「チェコスロバキア国民委員会」（cs:Československá národní rada）を設立。
- 1918年
  - 6月29日 連合国が国民委員会を「将来のチェコスロバキア政府の基礎」として承認。
  - 10月18日 国民委員会が「ワシントン宣言」を行い独立を宣言。マサリクを初代大統領とするチェコスロバキア暫定政府を設立。
  - 10月28日 チェコスロバキア国内の国民委員会が独立宣言を行い、プラハの政庁を占拠。後にこの日が独立記念日となる。
  - 11月10日 ズデーテン地方のドイツ人政府へ侵攻。支配下に置く。
- 1919年 
  - 5月20日 ハンガリー評議会共和国軍がスロバキアに侵攻、スロバキア・ソビエト共和国を建国する。（ハンガリー・ルーマニア戦争）
  - 8月2日 ルーマニア軍の攻撃によりハンガリー評議会共和国崩壊。スロバキアを奪還。
  - 9月10日 サン＝ジェルマン条約 によって独立とズデーテン地方の領有が確定。
- 1920年 共和国憲法を制定しチェコスロバキア共和国（第一共和国、Československá republika）成立。
- 1938年 ミュンヘン協定でズデーテン地方をナチス・ドイツに、テッシェンをポーランドに割譲。第一次ウィーン裁定によるスロバキア南部とカルパティア・ルテニア南部のハンガリー割譲決定を受け、スロバキアと下カルパティア・ルテニアでの独立運動が激化する。エドヴァルド・ベネシュ大統領は亡命し、スロバキアの自治を認めたチェコ＝スロバキア共和国（第二共和国、Česko-Slovenská republika）が成立。
- 1939年 スロバキア共和国（第一共和国:Slovenská republika）とカルパト・ウクライナ共和国（ウクライナ語: Карпатська Україна）が独立して第二共和国は解体。チェコはボヘミア・モラビア保護領（チェコ語:Protektorát Čechy a Morava、ドイツ語「ベーメン・メーレン保護領」:Protektorat Böhmen und Mähren）になる（チェコスロバキア併合）。カルパト・ウクライナ共和国は独立3日後にハンガリー王国により併合。スロバキア・ハンガリー戦争（英語版）によりスロバキア南部もハンガリーに併合。
- 1940年 第二次世界大戦勃発にともない、ロンドンにベネシュを首班とするチェコスロバキア共和国亡命政府が成立。
- 1944年 スロバキア国内で対独抵抗運動のスロバキア民族蜂起が勃発。
- 1945年 スロバキア第一共和国政府消滅。チェコスロバキア共産党が主導する国民戦線がスロバキア・コシツェに臨時政府を設ける。ベネシュがロンドンから帰国してチェコスロバキア共和国（第三共和国、Československá republika）が復活。
- 1948年 閣内対立による非共産党閣僚の辞任に乗じて第一党のチェコスロバキア共産党書記長クレメント・ゴットワルトがベネシュから実権を奪う（二月事件）。総選挙で共産党と共産党主導の国民戦線が圧勝して人民民主主義（lidově-demokratická）宣言を行い、事実上の社会主義国化。国名はチェコスロバキア共和国（Československá republika）のまま変わらず。
- 1960年 社会主義共和国憲法を採択して正式に社会主義国となり、国名をチェコスロバキア社会主義共和国（Československá socialistická republika）に改称。
- 1968年 スロバキア出身のアレクサンデル・ドゥプチェク共産党第一書記によって「人間の顔をした社会主義」をスローガンとした自由改革路線（プラハの春）が推進されるが、急速な自由化を危惧したワルシャワ条約機構軍が全土を占領し改革路線は頓挫する（チェコスロバキア侵攻）。以後民主化までソ連軍の駐留が開始される。
- 1969年 チェコ社会主義共和国（Česká socialistická republika）とスロバキア社会主義共和国（Slovenská socialistická republika）による形式的な連邦制に移行（国名は変わらず）。グスターフ・フサークが第一書記に就任して「正常化体制」と呼ばれる政治的引き締めと中央集権体制の強化を推進する。
- 1977年 ヴァーツラフ・ハヴェルら反体制派知識人が政府の人権侵害を批判する「憲章77」を発表。
- 1989年 ビロード革命で共産党政権が崩壊。ハヴェルが大統領に就任し、ドゥプチェクが連邦議会議長として復権。
- 1990年 スロバキア社会主義共和国が3月に「スロバキア共和国」に、次いでチェコ社会主義共和国が「チェコ共和国」にそれぞれ改称。連邦議会で「ハイフン戦争」と呼ばれる政治論争が起き、国名をチェコおよびスロバキア連邦共和国（チェコ語:Česká a Slovenská Federativní Republika、スロバキア語:Česká a Slovenská Federatívna Republika）に改称。
- 1992年 総選挙で第一党となったチェコの市民民主党とスロバキアの民主スロバキア運動が連邦制解消に合意。 連邦議会で「連邦解消法」が可決成立。
- 1993年 連邦解消法に基づき1月1日午前0時にチェコ共和国とスロバキア共和国に分離（ビロード離婚）[要出典]。

## 政治

### 大統領

#### チェコスロバキア共和国（第一共和国）
- トマーシュ・マサリク（1918年-1935年）
- エドヴァルド・ベネシュ（1935年-1938年）

#### チェコ＝スロバキア共和国（第二共和国）
- エミール・ハーハ（1938年-1939年）
  - （1939年-1945年）、ドイツ保護下のベーメン・メーレン保護領の大統領

#### ロンドン亡命政府
- エドヴァルド・ベネシュ（1940年-1945年）

#### チェコスロバキア共和国（第三共和国）
- エドヴァルド・ベネシュ（1945年-1948年）

#### チェコスロバキア共和国（人民民主主義）
- クレメント・ゴットワルト（1948年-1953年）
- アントニーン・ザーポトツキー（1953年-1957年）
- アントニーン・ノヴォトニー（1957年-1960年）

#### チェコスロバキア社会主義共和国
- アントニーン・ノヴォトニー（1960年-1968年）
- ルドヴィーク・スヴォボダ（1968年-1975年）
- グスターフ・フサーク（1975年-1989年）
- ヴァーツラフ・ハヴェル（1989年-1990年）

#### チェコおよびスロバキア連邦共和国
- ヴァーツラフ・ハヴェル（1990年-1992年）

### 首相

#### 第一共和国
- カレル・クラマーシュ（1918年-1919年）
- ヴラスチミル・トゥサル（1919年-1920年）
- ヤン・チェルニー（1920年-1921年）
- エドヴァルド・ベネシュ（1921年-1922年）
- アントニーン・シュヴェフラ（1922年-1926年）
- ヤン・チェルニー（1926年-1926年）
- アントニーン・シュヴェフラ（1926年-1929年）
- フランチシェク・ウドルジャル（1929年-1932年）
- ヤン・マリペトル（1932年-1935年）
- ミラン・ホッジャ（1935年-1938年）

#### 第二共和国
- ヤン・シロヴィー（1938年-1938年）
- ルドルフ・ベラン（1938年-1939年）

#### ロンドン亡命政府
- ヤン・シュラーメク（1940年-1945年）

### 共産党書記長

#### チェコスロバキア共和国（人民民主主義）
- クレメント・ゴットワルト（1948年-1953年）
- アントニーン・ノヴォトニー（1953年-1960年）

#### チェコスロバキア社会主義共和国
- アントニーン・ノヴォトニー（1960年-1968年）
- アレクサンデル・ドゥプチェク（1968年-1969年）
- グスターフ・フサーク（1969年-1987年）
- ミロシュ・ヤケシュ（1987年-1989年）

### 議会・政党

#### 第一共和国－社会主義共和国時代

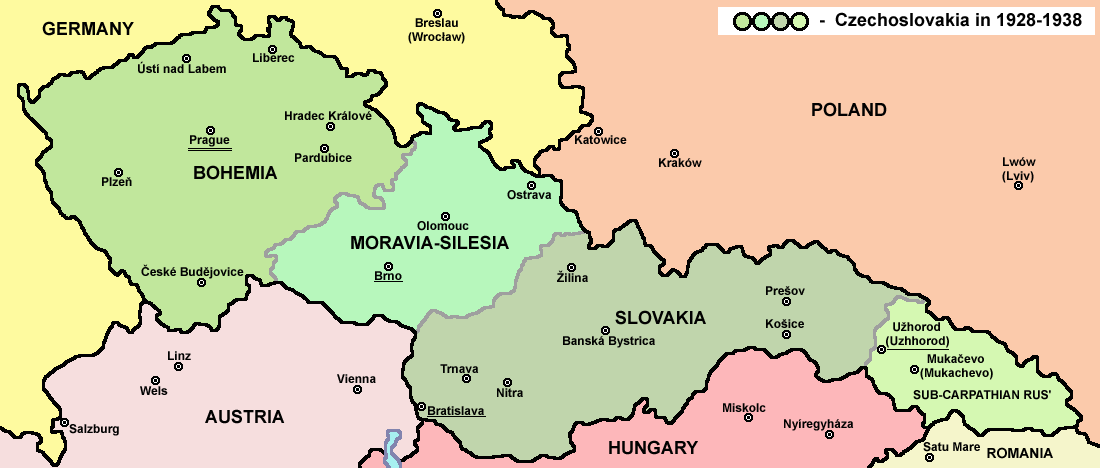
1938年当時のチェコスロバキアの区分。左からボヘミア、モラビア・シレジア、スロバキア、カルパティア・ルテニア

チェコスロバキアの係争地域。1はドイツ要求地域であるズデーテン。2はポーランド要求地域のテッシェン、3はウィーン裁定でハンガリー領になる南部スロバキアと南部カルパティア・ルテニア、4はカルパティア・ルテニア、5はチェコ、6はスロバキア

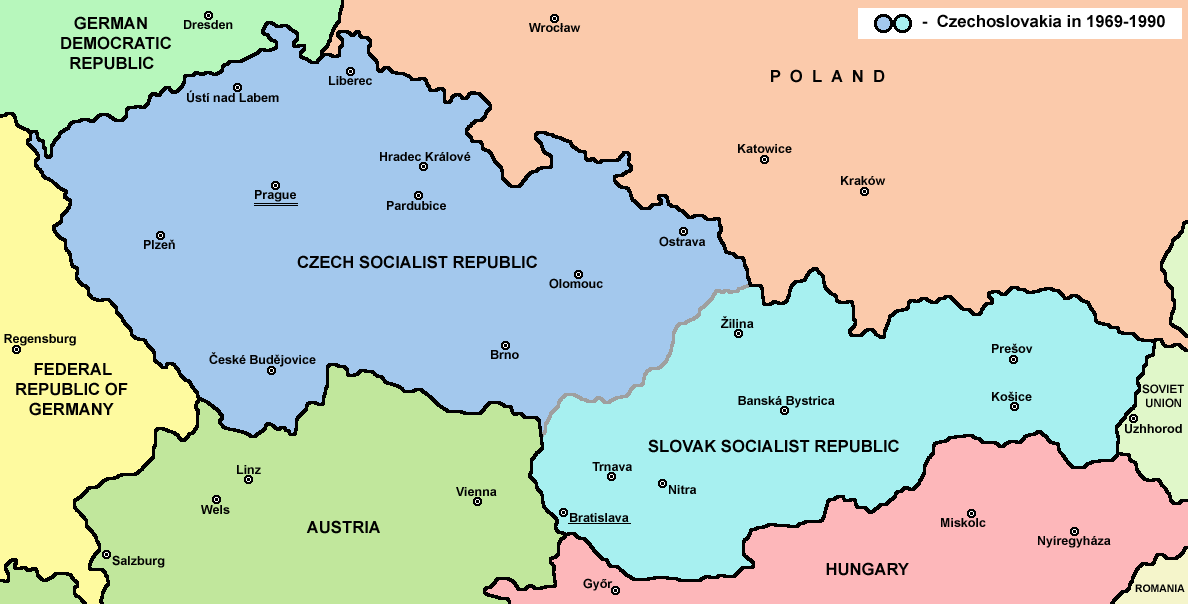
共産党体制下のチェコスロバキア（左・青色チェコ、右・水色スロバキア）

第一共和国の議会制度はフランス第三共和政をモデルした体制で、元老院および代議院からなる二院制の国民議会を設け、男女普通選挙による直接選挙で議員を選出した。政党は小党が分立する状態が続いたが、政権を担当した主要5政党（国民民主党、農村共和党、人民党、社会民主労働者党、国民社会党）が非公式機関の5党委員会「ピェトカ」（Pětka）を設けて国会対策について調整した。
ドイツ人政党や少数民族政党も存在したが第一共和国時代には政権を担当することはなかった。このうちズデーテン・ドイツ人党は1935年の国政選挙で第2党に躍進し、ナチス・ドイツとの結びつきを強めてチェコスロバキア政府に圧力をかけ、第一共和国解体に結びついた。また1918年のピッツバーグ協定に盛り込まれた「スロバキア人による自治」の履行を求めていたスロバキア人民党は、1939年に2代目党首のヨゼフ・ティソがスロバキア共和国（第一共和国）の独立を宣言して実権を掌握し、ドイツと保護条約を締結。第二共和国の解体に結びついた。
一方、社会民主労働者党から分離して発足したチェコスロバキア共産党は、第一共和国時代には合法政党として活動し、国政選挙では常に10%以上の支持を獲得していた。ミュンヘン協定のあと非合法化されて1938年12月に解散し、中央執行委員会はモスクワに亡命して国外党指導部を設立。スロバキア国内にスロバキア共産党が発足した。第二次世界大戦後の1946年憲法制定国民議会選挙で第一党に躍進。1948年に閣内対立による非共産党閣僚辞任に乗じて書記長のゴットワルトが実権を握り（2月クーデター）、同年の総選挙で諸政党でつくる共産党主導の国民戦線（Národní fronta）が圧勝したことで一党独裁体制を確立した。
民族主義保守政党
- チェコスロバキア国民民主党（Československá národní demokracie）
  - 1935年 ファシスト系の国民同盟（Národní sjednocení）に再編。
- チェコスロバキア農村共和党（Republikánská strana československého venkova）※通称:農民党（Agrární strana）
  - 1922年 農業者・小農民共和党（Republikánská strana zemědělského a malorolnického lidu）に改称。
  - 1938年 チェコスロバキア人民党と統合して国民統一党（Strana národní jednoty）に改称。

カトリック政党
- チェコスロバキア人民党（Československá strana lidová）
  - 1938年 農業者・小農民共和党と統合して国民統一党に改称。
  - 1945年 国民戦線の構成政党として復活。

社会主義・共産主義政党
- チェコスロバキア社会民主労働者党（Československá sociálně demokratická strana dělnická）
  - 1938年 チェコスロバキア国民社会党と統合して国民労働党（Národní strana práce）に改称。
  - 1945年 チェコスロバキア社会民主労働者党として復活
  - 1946年 チェコスロバキア共産党に吸収統合。
- チェコスロバキア社会党（Českoslovenká strana socialistická）
  - 1926年 チェコスロバキア国民社会党（Českoslovenká strana národně socialistická）に改称。
  - 1938年 チェコスロバキア社会民主労働者党と統合して国民労働党に改称。
  - 1945年 国民戦線の構成政党として復活。
- チェコスロバキア共産党（Komunistická strana Československa）
  - 1921年 チェコスロバキア社会民主労働者党左派が分離して結成。
  - 1946年 チェコスロバキア社会民主労働者党を吸収統合。

ドイツ人政党・少数民族政党
- スロバキア人民党（Slovenská ľudová strana）
  - 1925年 フリンカ・スロバキア人民党（Hlinkova slovenská ľudová strana）に改称。
- ドイツ人国民党（Německá národní strana）
- 農業者同盟（Německý svaz zemědělců）
- ドイツ人キリスト教社会党（Německá křesťansko sociální strana lidová）
- ドイツ人国民社会主義労働者党（Německá národně socialistická strana dělnická）
- ドイツ人社会民主党（Německá sociálně demokratická strana dělnická v ČSR）
- ズデーテン・ドイツ人党（Sudetendeutsche Partei）

#### 社会主義共和国時代（連邦制移行後）

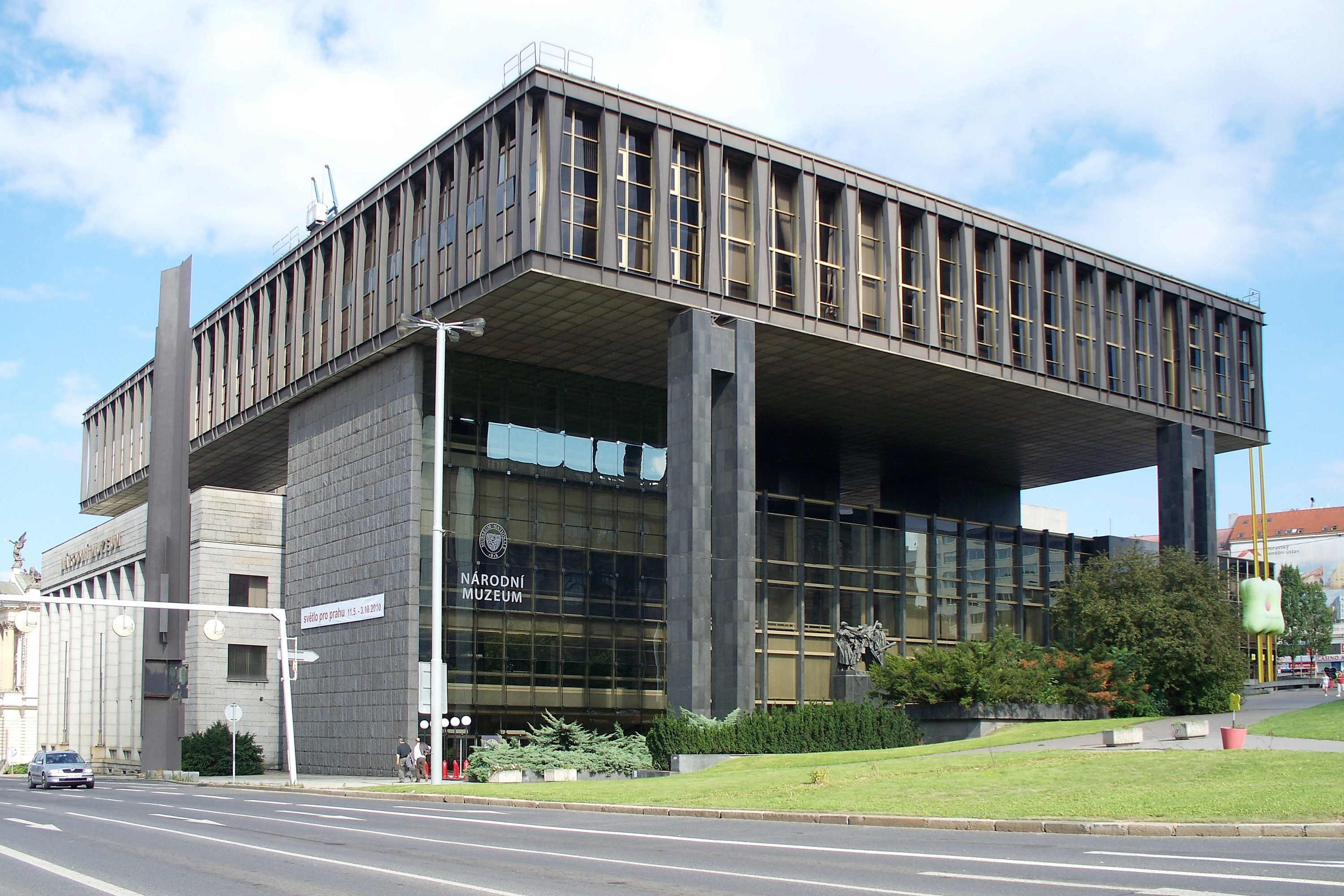
旧チェコスロバキア社会主義共和国連邦議会（のちチェコスロバキア連邦共和国連邦議会、現・チェコ国立美術館）

「プラハの春」後の1969年にチェコ社会主義共和国とスロバキア社会主義共和国による連邦制に移行し、国権の最高機関として連邦議会が設けられた。同等の権限を有する人民院（定数150）と民族院（定数150）の二院制で、法案成立は両院可決を条件としていた。
人民院は人口に応じて定数を定めた選挙区選挙で、民族院は両共和国から各75人を選出して構成した。任期は5年。民族院の採決方法は、両共和国の議員団がそれぞれ別に投票を行ってともに賛成多数の場合に可決と見なす方式をとり、共和国単位の拒否権発動を担保していた。また両共和国にはそれぞれ一院制の地方議会であるチェコ国民議会（定数200）とスロバキア国民議会（定数150）が設けられた。
社会主義時代には両院とも5回の選挙が行われたが、チェコスロバキア共産党を含む統一戦線組織である国民戦線(Národní fronta)が全議席を占めた。連邦議会における国民戦線の構成政治組織は次の通り。
- チェコスロバキア共産党（Komunistická strana Československa）
- チェコスロバキア人民党 (Československá strana lidová) - 衛星政党
- チェコスロバキア社会党(Československá strana socialistická)
- 革命的労働組合運動（Revoluční odborové hnutí）
- 社会主義青年同盟（Socialistický svaz mládeže）
- 農民同盟（Svaz rolníků）
- チェコスロバキア女性同盟（Československý svaz žen）
- チェコスロバキア・ソビエト友好同盟（Svaz československo-sovětského přátelství）
- 協同組合中央委員会（Ústřední rada družstev）
- チェコスロバキア体育同盟（Československý svaz tělesné výchovy）
- 陸軍協力者同盟（Svaz pro spolupráci s armádou）
- チェコスロバキア反ファシズム戦士同盟（Československý svaz protifašistických bojovníků）
- チェコスロバキア赤十字社（Československý červený kříž）
- チェコスロバキア社会主義共和国防火同盟（Svaz požární ochrany ČSSR）
- チェコスロバキア科学技術協会（Československá vědecko-technická společnost）
- 身体障害者同盟（Svaz invalidů）
- チェコスロバキア平和委員会（Československý mírový výbor）
- 社会主義者アカデミー（Socialistická akademie）
- チェコスロバキアジャーナリスト同盟（Československý svaz novinářů）
- チェコスロバキア郵趣同盟（Svaz československých filatelistů）

#### 連邦共和国時代（民主化後）
民主化後の連邦共和国では新憲法の制定が行われなかったため、1993年の連邦解消まで社会主義時代の議会制度が存続した。連邦議会は任期満了の1990年に実施する総選挙までの間、暫定措置として国民戦線が占める議席の半数を民主化勢力に指名方式で明け渡すことになり、1989年12月から1990年2月にかけて段階的に実施された。同年6月には1946年の憲法制定国民議会選挙以来44年ぶりとなる自由選挙が行われ、チェコ共和国分では「市民フォーラム」（Občanské fórum）、スロバキア共和国分では「暴力に反対する公衆」（Verejnosť proti násiliu）の両民主化グループが人民院、民族院とも第一党となった。
1992年6月には、人民院議員選挙とチェコ、スロバキア両共和国の国民議会選挙（→チェコ側の選挙、スロバキア側の選挙）が行われた。このうち人民院選挙は、チェコ共和国分（定数99）では市民フォーラムから分裂した右派政党「市民民主党」（Občanská demokratická strana、党首:ヴァーツラフ・クラウス）とカトリック政党「キリスト教民主主義党」（Křesťansko demokratická strana）の連合が48議席を獲得、スロバキア共和国分（定数51）では暴力に反対する公衆から分裂した右派政党（ただし経済政策面では国家介入主義的で左派的だった）「民主スロバキア運動」（Hnutie za demokratické Slovensko、党首:ヴラジミール・メチアル）が24議席を獲得してそれぞれ第一党となった。両党は選挙直後から連邦解消について議論を開始し、連邦制を解消することで同年7月に合意した。

## 地理
国境を接する国は、真北から時計回りにポーランド、ソ連（現在のウクライナ）、ハンガリー、オーストリア、西ドイツ、東ドイツであった。1939年のスロヴァキア独立以前は南東部でルーマニアとも接している。
国土は大きく3つの地域に分かれる。西からボヘミア、モラビア、スロバキアである。
- ボヘミア - ズデーテン山地、エルツ山地、ボヘミア森に囲まれ、中央をラベ川（エルベ川）が流れる盆地。主要都市はプラハ。
- モラビア - モラバ川による沖積平野。モラバ川はドナウ川の支流である。主要都市は、ブルノ。
- スロバキア - カルパティア山部の南麓に相当する。最高峰ガルラホフカ山 (2663m) がそびえる。主要都市はブラチスラヴァ。

### 気候
ケッペンの気候区分にいう西岸海洋性気候 (Cfb) が広がるが、東部は一部大陸性の亜寒帯湿潤気候 (Dfb) である。首都プラハの年平均気温は9度、年平均降水量は486mmであった。

## 国民
1970年時点では、チェック人 (65%)、スロバキア人 (30%)、その他の民族 (5%) という比率であった。この構成は1990年時点でも変化していない。ただし、右上にある表ではチェック人とモラビア人を区別している。1970年代においてはソビエト連邦を含む全社会主義国の中で所得を含む生活水準がもっとも高かった。7歳から15歳までの初等教育は無料であった。

## 関連書籍
- 中欧の分裂と統合 マサリクとチェコスロヴァキア建国 林忠行 1993.7. 中公新書
- チェコスロバキア現代経済史 S.ドフスキー 岡田勝定 訳. 合同出版社, 1960.
- 戦車と自由 チェコスロバキア事件資料集. 第1-2 みすず書房編集部 編. みすず書房, 1968
- その後のチェコスロバキア プロレタリア国際主義のもとに ノーボスチ通信社編. 新時代社, 1968.
- それでもチェコは戦う 二千語宣言署名者は訴える 番町書房, 1968.
- チェコスロバキア事件をこう見る ノーボスチ通信社編 新時代社訳 新時代社, 1968.
- チェコスロバキア事件について 事実・文書・新聞と目撃者の証言 ソビエト・ジャーナリスト・プレス・グループ編 新時代社訳編 新時代社, 1968.
- チェコスロヴァキア史 ピエール・ボヌール 山本俊朗訳. 白水社, 1969. 文庫クセジュ
- フサーク チェコスロバキアの新指導者 新時代社訳編 新時代社, 1969.
- 人民民主主義の史的展開 下巻 (チェコスロヴァキア,ハンガリー,ルーマニア) 柴田政義 大月書店, 1975.
- 雁がとぶ古城 チェコスロバキア旅のスケッチ 丸木俊 朔人社, 1977.12.
- 石川晃弘『くらしのなかの社会主義 チェコスロヴァキアの市民生活』青木書店、1977年12月。NDLJP:12183967。
- ハンガリー・チェコスロヴァキア現代史 矢田俊隆 山川出版社 1978.9. 世界現代史
- 新しい社会主義 チェコスロヴァキアの事例 片岡信之 千倉書房, 1979.3.
- 集権的社会主義の成立 チェコスロヴァキアの事例 片岡信之 千倉書房, 1980.1.
- チェコスロバキア革命の教訓 バツラフ・クラール 福田豊,山崎真訳. ありえす書房, 1980.11.
- チェコスロバキアの教育制度 パベル・イェニーク著 ヤン・ネメヨブスキー英訳 匂坂恭子訳 大洋産業海外業務部 1986.11.
- チェコスロヴァキアの民族衣装 技法調査を中心に 中嶋朝子ほか共著 源流社, 1987.3.